# Université de Montemorelos
L’université de Montemorelos (en espagnol, Universidad de Montemorelos) est une université adventiste du septième jour, comprenant notamment une école de médecine et un hôpital universitaire. Elle est située à Montemorelos  dans l'État de Nuevo León au Mexique, à 200 km de la frontière des États-Unis.    

## Campus

### Histoire
En 1942, une école d'agriculture (la Escuela Agricola Industrial Mexicana), ainsi qu'une école primaire et une école secondaire se trouvaient sur le site. En 1948, l'école des infirmiers ouvrit ses portes. Offrant année après année d'autres formations, l'école fut renommée en 1952 Colegio Vocacional y Profesional Montemorelos (Collège professionnel de Montemorelos). En 1957, ce fut l'ouverture de l'école de religion et de théologie. Puis en 1973, le campus devint une université. Deux ans plus tard, l'école de médecine fut inaugurée.  

### Organisation
L'université de Montemorelos offre des programmes de la licence au doctorat en éducation, administration scolaire, théologie, sciences sanitaires, médecine, informatique, arts, communication, infirmerie, nutrition, musique et enseignement. Elle possède un centre d'apprentissage de l'espagnol pour les étudiants étrangers et un centre de recherche Ellen White, affilié au Ellen G. White Estate. Montemorelos est surtout connue pour sa faculté de médecine.

## Source
- Annuaire 2006-2007 des centres universitaires adventistes, Adventist Accrediting Association.